# 青木泰助

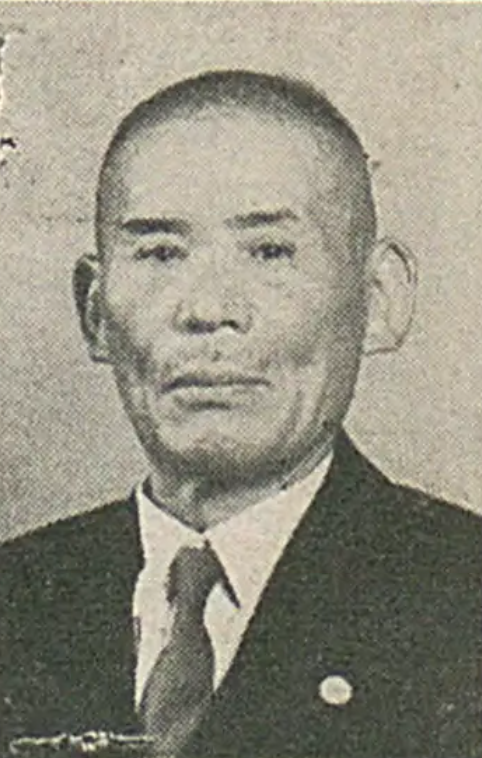
青木泰助

青木 泰助（あおき たいすけ、1883年3月14日 - 1952年9月26日）は、日本の政治家。衆議院議員（1期）。

## 経歴
千葉県出身。1909年明治大学法科選科修了。1913年(財)警務協会経営警察官練習所卒。千葉県野田、佐原、北条の各警察署長、同県刑事課長を歴任。千葉県議、同参事会員、同議長、県労務調停委員会委員長となる。
1946年の第22回衆議院議員総選挙において千葉県から日本進歩党公認で立候補して当選する。翌1947年の第23回衆議院議員総選挙において千葉3区から民主党公認で立候補したが落選した。
このほか白井自動車(株)取締役、土木建築(資)松井組常任顧問を務めた。1952年死去。